# Тенере
Тене́ре (бербер. ⵝⵉⵏⵉⵔⵉ Tiniri, туарегск. ⵝⴻⵏⴻⵔⴻ Tenere, фр. Ténéré) — пустынный район на юге центральной части Сахары, площадью более 400 000 км². Представляет собой песчаную равнину, расположенную на северо-востоке Нигера и западе Чада. Тенере находится в пространстве между нагорьями Аир и Ахаггар и горным массивом Тибести.
Название происходит от слова «пустыня» на языке тамашек.

## Описание
Пустыня Тенере, расположенная в центральной части Северной Африки и Сахары, отличается своим более суровым и сухим климатом, за что она и получила прозвание «пустыня в пустыне». Тенере — это бескрайняя равнина, усыпанная песчаными дюнами, которые являются здесь самыми высокими (до 250 м и более) на Земле. Однако не вся Тенере покрыта песком, значительная часть её всё же представляет собой каменистые плато с причудливыми скальными образованиями, одна из которых размером с полуостров Калифорния.
В оазисе на восточной окраине пустыни, располагается город Бильма, служащий отправным пунктом караванного пути длиной 560 км в Агадес. От названия деревни получила своё название и обширная песчаная область протяжённостью 1200 км из Нигера в Чад — Большой Эрг-Бильма.
В оазисе Агадем раньше был расположен французский колониальный форт.

## Климат
Климат пустыни тропический, континентальный. Осадки выпадают не каждый год. В некоторых местах дождей не бывает даже по 30 лет.

## Флора и фауна
Растительность в пустыне практически отсутствует, животный мир тоже крайне беден. Пустыня примечательна одиноким деревом Тенере из рода акаций, ранее произраставшем на её территории, пока однажды не было уничтожено пьяным водителем на грузовике. 

## Население и хозяйство
Основное богатство пустыни — соль, которую добывают в районе Бильмы. Соль транспортируют на верблюдах, но в последнее время жители отдают предпочтение джипам, на которых можно быстрее пересечь пустыню.
Коренное население пустыни — это кочевники-туареги.

## История
На территории Тенере обнаружены неолитические поселения.